# Élections cantonales argoviennes de 2020
Les élections cantonales argoviennes de 2020 ont lieu le 18 octobre 2020 afin de renouveler pour cinq ans les membres du Grand Conseil et du Conseil d'État du canton d'Argovie, en Suisse.

## Mode de scrutin

### Grand Conseil
La procédure électorale est régie par la loi sur les élections au Grand Conseil.
Le Grand Conseil (législature) compte 140 sièges et est réélu tous les quatre ans au scrutin proportionnel. Les onze circonscriptions correspondent aux districts d'Argovie. Le nombre de membres du grands conseil par district résulte de la population à fin 2018. Avec la procédure de double répartition proportionnelle ("double Pukelsheim"), les sièges sont d'abord attribués aux groupes de listes en fonction du résultat cantonal global (répartition supérieure) et les sièges obtenus sont ensuite attribués aux listes de district (sous-attribution). Un groupe de listes se compose de listes du même nom dans différents districts. Pour participer à l'attribution des sièges, un groupe de liste doit atteindre la barre des cinq pour cent dans au moins une circonscription ou la barre des trois pour cent au niveau cantonal dans son ensemble. Les connexions de liste ne sont pas possibles.
Dans chaque district, les listes peuvent contenir au maximum autant de candidats qu'il y a de sièges à attribuer. Chaque candidat doit être résident du district et ne peut figurer qu'une seule fois sur une liste. Chaque électeur peut également choisir autant de candidats qu'il y a de sièges à attribuer et, par panachage et cumul, donner à un candidat un maximum de deux voix. Chaque vote pour un candidat compte d'abord comme un vote de parti pour l'attribution des sièges aux partis, puis comme un vote pour le candidat dans l'attribution des sièges aux candidats du parti. Chaque candidature doit être signée par au moins 15 électeurs éligibles.

### Conseil d'État
Le conseil d'État (organe exécutif) compte cinq sièges, qui sont également réélus tous les quatre ans. L'élection du conseil d'État a toujours lieu en même temps que l'élection du Grand Conseil. Les sièges seront attribués selon le vote majoritaire. Les candidats qui ont obtenu la majorité absolue (nombre de suffrages valables divisé par deux fois le nombre de sièges) sont élus au premier tour. Si cela s'applique à plus de candidats qu'il n'y a de sièges disponibles, les cinq candidats ayant obtenu le plus grand nombre de voix sont élus. Si tous les sièges ne sont pas occupés au premier tour, un second tour est organisé à la majorité relative, c'est-à-dire que les candidats ayant obtenu le plus grand nombre de voix sont élus.

## Résultats

### Grand Conseil
|                          |                                    |                          |         |       |     |        |               |  |  |
| Parti                    | Parti                              | Sigle                    | Voix    | %     | +/- | Sièges | +/-           |  |  |
|                          | Union démocratique du centre       | UDC                      | 40 900  | 30,31 | 1,6 | 43     | 2             |  |  |
|                          | Parti socialiste                   | PS                       | 22 335  | 16,55 | 2,4 | 23     | 4             |  |  |
|                          | Parti libéral-radical              | PLR                      | 19 850  | 14,71 | 1,3 | 21     | 1             |  |  |
|                          | Parti démocrate-chrétien           | PDC                      | 17 278  | 12,80 | 0,7 | 18     | 1             |  |  |
|                          | Les Verts                          | PES                      | 13 506  | 10,01 | 3   | 14     | 4             |  |  |
|                          | Vert'libéraux                      | PVL                      | 12 459  | 9,23  | 4   | 13     | 6             |  |  |
|                          | Parti évangélique                  | PEV                      | 5 671   | 4,20  | 0,2 | 6      | en stagnation |  |  |
|                          | Union démocratique fédérale        | UDF                      | 2 162   | 1,60  | 0,2 | 2      | en stagnation |  |  |
|                          | Lösungs-Orientierte Volks-Bewegung | LOVB                     | 371     | 0,28  | 0,2 | 0      | en stagnation |  |  |
|                          | Frecher Frischer Fischer           | FFF                      | 321     | 0,24  | Nv. | 0      | en stagnation |  |  |
|                          | Parti pirate Suisse                | PPS                      | 108     | 0,08  | Nv. | 0      | en stagnation |  |  |
| Total des voix           | Total des voix                     | Total des voix           |         | 100   |     |        |               |  |  |
|                          |                                    |                          |         |       |     |        |               |  |  |
| Total                    | Total                              | Total                    |         | 100   | -   | 140    | en stagnation |  |  |
| Inscrits / participation | Inscrits / participation           | Inscrits / participation | 422 812 | 33,03 |     |        |               |  |  |

### Conseil d'État
|  | Markus Dieth        | PDC    | 95 611 | Oui |  |  |
|  | Stephan Attiger     | PLR    | 95 404 | Oui |  |  |
|  | Alex Hürzeler       | UDC    | 87 413 | Oui |  |  |
|  | Jean-Pierre Gallati | UDC    | 74 492 | Oui |  |  |
|  | Dieter Egli         | PS     | 69 747 | Oui |  |  |
|  | Christiane Guyer    | PES    | 60 103 | Non |  |  |
|  | Patricia Hegglin    | JSS    | 20 707 | Non |  |  |
|  | Zoe Sutter          | JSS    | 15 746 | Non |  |  |
|  | Cybel Dickson       | JSS    | 15 509 | Non |  |  |
|  | Pius Lischer        | Ind    | 8 684  | Non |  |  |
|  | Therese Schöni      | LOVB   | 8 597  | Non |  |  |
|  | Stephan Zurfluh     | i54.ch | 4 397  | Non |  |  |
|  | Divers              | Divers | 15 566 |     |  |  |
|  |                     |        |        |     |  |  |